# 756 Lilliana
756 Lilliana este un asteroid din centura principală, descoperit pe 26 aprilie 1908, de Joel Metcalf.